# Período legislativo de 2018 a 2022 de Costa Rica
| 17 PLN 14 RN 10 PAC 9 PUSC | 4 PIN 2 PRSC 1 FA |

| 17 PLN 9 PAC 7 PUSC 7 RN | 2 PIN 1 PRSC 1 FA 13 Independiente |

| 17 PLN 9 PAC 7 PUSC 7 RN 6 PNR 2 PIN | 1 PRSC 2 FA 1 CRJ 2 PNG 1 PPSD 2 Independiente |

Composición de la Asamblea Legislativa al momento de la elección.
PLN
RN
PAC
PUSC
PIN
PRSC
FA

Composición de la Asamblea Legislativa según fracciones oficiales, en este orden todos los diputados que renuncian a sus partidos pasan a conformar el grupo de los independientes.
PLN
PAC
PUSC
RN
PIN
PRSC
FA
Independiente

Composición de la Asamblea Legislativa según afiliación política no oficial, la mayoría de los diputados que renunciaron a Restauración Nacional ingresan al partido Nueva República fundado por el excandidato Fabricio Alvarado. Dragos Dolanescu renuncia al Partido Republicano y funda un nuevo partido denominado Costa Rica Justa, Erick Rodríguez Steller y Shirley Díaz renuncian a Integración Nacional y Unidad Social Cristiana respectivamente y dan la adhesión al Partido Nueva Generación y Paola Vega Rodríguez renuncia al Partido Acción Ciudadana e ingresa al Frente Amplio. Ivonne Acuña y Zoila Volio se mantienen independientes tras salir de Nueva República e Integración respectivamente.
PLN
PAC
PUSC
RN
PNR
PIN
PRSC
FA
CRJ
PNG
PPSD
Independiente

El período legislativo de 2018 a 2022 de Costa Rica fue el período que abarcó del 1 de mayo de 2018 al 30 de abril de 2022 en la Asamblea Legislativa, siendo su decimoctava (XVIII) legislación desde 1948. El Presidente de Costa Rica durante este período fue Carlos Alvarado Quesada del Partido Acción Ciudadana. 
Tras las elecciones legislativas del mismo año el Partido Liberación Nacional mantuvo la mayoría parlamentaria de la que goza desde 2006 aunque perdió un diputado respecto al proceso anterior. Este será el primer período en el cual el partido evangélico Restauración Nacional tendrá más de un diputado, originalmente 14. Por un tiempo fue también la primera vez en la historia en que el partido oficialista no solo no es la primera mayoría, sino que tampoco es la segunda, ya que el oficialista PAC tendrá 10 diputados, de los cuales uno de ellos es la primera persona abiertamente gay en ser electa diputado de la República; Enrique Sánchez, aunque tras la división de Restauración Nacional en dos bancadas el PAC retomó el puesto de segunda mayoría, seguido por el PUSC que pasó a ser la tercera (9). 
En esta elección el Partido Integración Nacional logró regresar al Parlamento tras una ausencia de 20 años y con 4 diputados, sin embargo uno de ellos se declaró independiente previo incluso a iniciar funciones. El Partido Republicano Social Cristiano, escisión del PUSC obtiene diputados (2) por primera vez en las primeras justas parlamentarias en las que participa. La izquierda por su parte está representada por la fracción unipersonal del diputado José María Villalta quien repite por segunda vez diputación, si bien su partido redujo considerablemente su bancada respecto al período anterior pasando de nueve a uno. 
Es también la primera ocasión en que el Movimiento Libertario no tiene representación legislativa desde que fue fundado.
A partir de noviembre de 2018 la mayor parte de la fracción electa por el Partido Restauración Nacional renunció al mismo siguiendo al excandidato Fabricio Alvarado en la fundación de un nuevo partido llamado Nueva República.

## Leyes
Durante este período una de las leyes más mediáticas y controversiales aprobadas fue la Ley de Fortalecimiento de las Finanzas Públicas o Plan Fiscal, esto a pesar de que la oposición a dicha reforma tributaria generó una huelga general en el sector público. También se reformó por primera vez en 60 años el Reglamento Legislativo con el voto favorable de 41 diputados, reforma que buscaba desentrabar la tramitación de leyes, uso de tiempos y limitar las posibilidades de filibusterismo parlamentario.
También se realizó en el primer año legislativo la primera reforma integral al Reglamento Legislativo en 60 años y que requería dos tercios de los votos, agilizando los procedimientos para la aprobación de leyes y limitando las posibilidades de filibusterismo.
A mediados de 2019 se aprobó la Ley de Educación Dual con 48 votos a favor y dos en contra, a pesar de que dicha iniciativa generó las protestas estudiantiles de Costa Rica de 2019. En noviembre de 2019 se aprueba el mayor recorte que ha hecho a las controversiales «pensiones de lujo» con 40 votos a favor y ninguno en contra de los diputados presentes, después de que la Corte Suprema (principal afectado por el recorte) asegurara que el voto debía ser con mayoría calificada por afectar el funcionamiento de otro poder del estado. El proyecto grava hasta con un 35% toda pensión de montos millonarios. Se aprobó un proyecto de ley que revive la polémica «pesca de arrastre» a la que se oponen grupos ambientalistas y expertos técnicos, con 26 votos a favor de la mitad del PLN y la totalidad de las bancadas cristianas y el PUSC, pero el voto en contra de la bacanda del PAC en pleno, parte del PLN y el Frente Amplio. Sin embargo el PAC anunció que someterá a consulta constitucional la ley aprobada. En enero de 2020 se aprobó la controversial Ley para Brindar Seguridad Jurídica y Sus Procedimientos propuesta por el presidente legislativo Carlos Ricardo Benavides Jiménez después de haber sido refrendada tras una consulta ante la Sala Constitucional y a la cual se oponían los sindicatos del país. El proyecto fue aprobado con 35 votos a favor, 13 en contra y 9 ausentes distribuidos entre todas las bancadas salvo Restauración Nacional (que votó en bloque a favor) y la bancada unipersonal del Frente Amplio que votó en contra. La ley reforma el Código de Trabajo y entre otras cosas; prohíbe las huelgas en servicios considerados como esenciales (salud, educación, seguridad, recolección de basura, etc.), obliga a los sindicatos a tener un correo electrónico para notificaciones, permite al patrono no pagar los salarios durante el período en huelga a menos que la huelga sea declarada legal por un Juzgado de Trabajo, prohíbe las huelgas por razones políticas (como oposición a proyectos de ley que no afecten directamente la relación empleado-patrono), permite en el caso de las huelgas por oposición a leyes que están sean por un máximo de 48 horas y en el caso de la educación considerada un "servicio estratégico" se permiten las huelgas por un máximo de 21 días consecutivos o 10 días no concecutivos y acorta los plazos para dictar sentencia de los Tribunales de Trabajo.
Durante este período el país vivió la crisis por la pandemia del COVID-19 por lo cual el plenario de la Asamblea se trasladó temporalmente al auditorio del Centro Costarricense de la Ciencia y la Cultura en San José. También se legisló para atender la crisis con distintos proyectos de ley convocados por el Ejecutivo incluyendo un presupuesto extraordinario para atender la crisis y ayudas especiales para familias afectadas económicamente, la mayoría aprobados casi unánimemente.
Durante la discusión del presupuesto 2021 la Asamblea Legislativa realizó polémicos recortes a múltiples instituciones incluyendo la Contraloría General de la República, la Defensoría de los Habitantes de la República, la Dirección de Inteligencia y Seguridad, la Comisión Nacional de Emergencias, Comercio Exterior y el Ministerio de Cultura y Juventud que muchos acusaron de generar «cierres técnicos». Los diputados a favor de los recortes argumentaron que el país afronta una peligrosa crisis fiscal. Los recortes al sector cultura generaron protestas y manifestaciones por parte de los profesionales del área así como el uso de proyectores en la fachada principal del recién estrenado Edificio legislativo. Una moción para recortar el presupuesto de la propia Asamblea Legislativa no fue aprobada por los diputados.
En octubre de 2020 también se aprobó por 28 votos a favor y 16 en contra la controversial ley que re-legalizó la pesca de arrastre. La controversia a raíz de esta aprobación también generó un rechazo en redes sociales y la condena por parte de grupos ambientalistas que se reunieron con el gobierno (la fracción oficialista junto con el diputado Villalta votaron en contra) solicitando al presidente Carlos Alvarado que vete la ley, como efectivamente lo hizo el 30 de octubre de 2020 por lo que de acuerdo con la Constitución de Costa Rica para que la ley quede en firme requiere ahora de mayoría califiada (38 votos). A raíz de esto el expresidente legislativo y líder de la bancada liberacionista en el Congreso Carlos Ricardo Benavides Jiménez quien votó a favor, aseguró que no veía posibilidades de que la ley fuera resellada.
En junio de 2021 la Comisión Plena Tercera con potestad plenaria aprobó convertir al perezoso en símbolo nacional, autorizando así su uso en publicidad turística y obligando a instituciones como el Instituto Costarricense de Electricidad y el Ministerio de Obras Públicas y Transportes a tomar medidas de protección de estos animales al construir infraestructura.
A inicios de julio de 2021 se aprobó en primer debate el Acuerdo Costa Rica-Fondo Monetario Internacional con el voto a favor de la mayoría de fracciones, y el voto en contra de los diputados José María Villalta Flórez-Estrada, Dragos Dolanescu Valenciano, Walter Muñoz Céspedes y Patricia Villegas.

## Controversias
Durante este período la diputada del extraoficial «Bloque fabricista», así apodado por ser leales al excandidato Fabricio Alvarado, protagonizó una polémica protesta de más de una semana manteniéndose en vigilia en el plenario legislativo ininterrumpidamente. Céspedes protestaba contra la aprobación del aborto en Costa Rica, aun cuando ningún proyecto de ley se discute al respecto en la corriente legislativa ni tiene el aval de ninguna fracción. Durante esta misma fecha su compañera de bloque Marulín Azofeifa fue grabada en video amenazando a un oficial de tránsito por ponerle una multa a su chofer asegurando que ella como diputada tenía «foro» parlamentario (fuero). Azofeifa se disculparía luego con el oficial. 
También en este perídio la Procuraduría de la Ética determinó que el diputado Jonathan Prendas, también fabricista incurrió en ilícito al aceptar dádivas de una empresa española.

#### Visitas narco a la Asamblea Legislativa
Durante el 2021 se descubrió que desde el 2015 un presunto grupo organizado de narcotráfico habría tenido reuniones en la sede legislativa con unos trece legisladores y exlegisladores en sus oficinas. Los legisladores actuales visitados fueron Ivonne Acuña, independiente (electa por RN, luego adherente de Nueva República); Mileyde Alvarado y Eduardo Cruickshank, de Restauración Nacional; Óscar Cascante y Erwen Masís, del PUSC; y Zoila Volio, independiente (electa por el PIN), son los legisladores actuales que habría tenido contacto con los supuestos antisociales. Los de la legislatura anterior fueron Johnny Leiva, Humberto Vargas, Gerardo Vargas y William Alvarado, del PUSC; Olivier Jiménez, del PLN; Natalia Díaz, del Movimiento Libertario (hoy Unidos Podemos); y Gerardo Vargas Varela, del Frente Amplio.
El diputado socialcristiano Óscar Cascante renunció a la Comisión de Investigación del Narcotráfico y se separó temporalmente de su fracción a raíz de las investigaciones.

#### Gastos de combustible
Una investigación a 32 diputados por presunto mal uso de los tiquetes de combustible gratuito, uno de los beneficios que obtienen los legisladores, se abrió tras el escándalo que descubrió que la diputada Ivonne Acuña (independiente, originalmente electa por Restauración Nacional y temporalmente parte de Nueva República) recibió salario tras ausentarse por meses y utilizó los tiquetes de gasolina. La investigación involucra incluso a excandidatos presidenciales como Fabricio Alvarado y José María Villalta.

## Nuevo edificio
Durante este período se estrenó el recién construido edificio de la Asamblea Legislativa que serviría como nueva sede del congreso. El edificio fue criticado por sus costos especialmente durante tiempos de crisis fiscal donde sólo las sillas de los diputados costaban más de un millón de colones.

## Fracciones
| Partido político | Partido político                     | Diputados | Diputados |
| ---------------- | ------------------------------------ | --------- | --- |
|                  | Partido Liberación Nacional          |           | 1. Carlos Ricardo Benavides Jiménez 2. Silvia Vanessa Hernández Sánchez 3. Wagner Jiménez Zúñiga 4. Ana Karine Niño Gutiérrez 5. Roberto Hernán Thompson Chacón 6. María José Corrales Chacón 7. Daniel Isaac Ulate Valenciano 8. Paola Valladares Rosado 9. Luis Fernando Chacón Monge 10. Ana Lucía Delgado Orozco 11. Jorge Luis Fonseca Fonseca 12. Luis Antonio Aiza Campos 13. Aida María Montiel Héctor 14. Franggi Nicolás Solano 15. Gustavo Alonso Viales Villegas 16. Yorleny León Marchena 17. David Hubert Gourzong Cerdas |
|                  | Partido Acción Ciudadana             |           | 1. Nielsen Pérez Pérez 2. Víctor Manuel Morales Mora 3. Enrique Sánchez Carballo 4. Carolina Hidalgo Herrera 5. Luis Ramón Carranza Cascante 6. Mario Eduardo Castillo Meléndez 7. Laura Guido Pérez 8. Welmer Ramos González 9. Catalina Montero Gómez |
|                  | Partido Unidad Social Cristiana      |           | 1. Maria Vita Monge Granados 2. Pedro Miguel Muñoz Fonseca 3. Erwen Yanan Masís Castro 4. Pablo Heriberto Abarca Mora 5. Aracelly Salas Eduarte 6. Rodolfo Rodrigo Peña Flores 7. Óscar Mauricio Cascante Cascante |
|                  | Partido Restauración Nacional        |           | 1. Carlos Luis Avendaño Calvo 2. Xiomara Priscilla Rodríguez Hernández 3. Mileidy Alvarado Arias 4. Melvin Ángel Núñez Piña 5. Eduardo Newton Cruickshank Smith 6. Giovanni Alberto Gómez Obando 7. Floria María Segreda Sagot |
|                  | Partido Integración Nacional         |           | 1. Walter Muñoz Céspedes 2. Sylvia Patricia Villegas Álvarez |
|                  | Partido Republicano Social Cristiano |           | 1. Otto Roberto Vargas Víquez |
|                  | Partido Frente Amplio                |           | 1. José María Villalta Flórez-Estrada |
|                  | Independientes                       |           | - Ivonne Acuña Cabrera - Ignacio Alberto Alpízar Castro - Marolin Raquel Azofeifa Trejos - Carmen Irene Chan Mora - Nidia Lorena Céspedes Cisneros - Dragos Dolanescu Valenciano - Harllan Hoepelman Páez - Jonathan Prendas Rodríguez - Erick Rodríguez Steller - Zoila Rosa Volio Pacheco - Shirley Díaz Mejías - Paola Viviana Vega Rodríguez</ref> - Edgar Jovel Álvarez López (sustituye a María Inés Solís quien renunció) |

1. 1 2 3 4 5 6  De los diez legisladores independientes, seis eran originalmente del Partido Restauración Nacional, y para enero de 2021 conforman el auto-denominado bloque afín al Partido Nueva República, el cual no es reconocido como fracción dentro de la Asamblea Legislativa, por lo que sus miembros son reconocidos como independientes.[30]

1. 1 2  Erick Rodríguez Steller y Shirley Díaz Mejías, originalmente de los partidos Integración Nacional y Unidad Social Cristiana respectivamente, se declararon independiente y dio su adhesión al Partido Nueva Generación, no obstante dentro del directorio legislativo ejerce como independiente.[31]

1. ↑  Vega renuncia al PAC por el cual fue electa y se adhiere al Frente Amplio.[32]

1. ↑  Álvarez no formó parte de la fracción del PUSC pues recién nombrado se declaró independiente y adhirió simbólicamente al Partido Progreso Social Democrático de Rodrigo Chaves

## Presidentes Legislativos
Durante la primera elección de Directorio Legislativo el 1 de mayo de 2018 la candidata oficialista Carolina Hidalgo fue apoyada por las bancadas de Liberación Nacional, Unidad Social Cristiana y la diputada Zoila Rosa Volio Pacheco, mientras que la candidatura alternativa de la entonces bancada unificada de Restauración Nacional fracasó en obtener la presidencia. Restauración se dividiría algunos meses después. La siguiente elección del 1 de mayo de 2019 vio la alianza entre el PAC y el PLN para impulsar la candidatura de Ricardo Benavides con el apoyo de Volio y el diputado republicano Otto Vargas. Sorpresivamente el PUSC sale del bloque y se alía con Nueva República, el sector que emergió de Restauración y siguió al excandidato Fabricio Alvarado en su nuevo partido. Restauración Nacional, ahora con la mitad de su membresía, apoyó la candidatura de Benavides que fue la exitosa. Para el 1 de mayo de 2020 estas lealtades se mantienen, el bloque PLN-PAC-PRN y algunos aliados independientes apoyan la candidatura del restauracionista Eduardo Cruickshank mientras que la alianza PUSC-NR presenta su propio candidato en Pablo Heriberto Abarca sin obtener suficientes votos. Sorpresivamente el PAC renuncia a tener cargos en el Directorio y cede el puesto que se le había prometido a la diputada del PUSC María Vita Monge quien fue elegida sin el respaldo de la mayor parte de su fracción, generando una fractura dentro del PUSC.
| Presidente del Congreso          | Legislatura | Partido político |
| -------------------------------- | ----------- | ---------------- |
| Carolina Hidalgo Herrera         | 2018-2019   | PAC              |
| Carlos Ricardo Benavides Jiménez | 2019-2020   | PLN              |
| Eduardo Cruickshank Smith        | 2020-2021   | PREN             |
| Silvia Hernández Sánchez         | 2021-2022   | PLN              |